# Liste der Biografien/Liu
Liste der Biografien |
Portal Biografien |
Personensuche
# |
A |
B |
C |
D |
E |
F |
G |
H |
I |
J |
K |
L |
M |
N |
O |
P |
Q |
R |
S |
T |
U |
V |
W |
X |
Y |
Z |
?
 
La |
Lb |
Lc |
Le |
Lg |
Lh |
Li |
Lj |
Ll |
Lm |
Lo |
Lp |
Lt |
Lu |
Lv |
Lw |
Lx |
Ly |
Lz
 
Lia |
Lib |
Lic |
Lid |
Lie |
Lif |
Lig |
Lih |
Lii |
Lij |
Lik |
Lil |
Lim |
Lin |
Lio |
Lip |
Liq |
Lir |
Lis |
Lit |
Liu |
Liv |
Liw |
Lix |
Liy |
Liz
Die Liste der Biografien führt alle Personen auf, die in der deutschsprachigen Wikipedia einen Artikel haben. Dieses ist eine Teilliste mit 382 Einträgen von Personen, deren Namen mit den Buchstaben „Liu“ beginnt.

## Liu

### Liu C
- Liu Cheng-chung, Peter (* 1951), taiwanischer römisch-katholischer Geistlicher, Erzbischof und Bischof von Kaohsiung
- Liu Chenggan (1881–1963), chinesischer Bibliophiler
- Liu Chongjie (* 1880), chinesischer Diplomat
- Liu Chuang (* 1990), chinesischer Snookerspieler
- Liu Chunhong (* 1985), chinesische Gewichtheberin

### Liu D
- Liu Dejun (* 1976), chinesischer Menschenrechtsaktivist und Blogger

### Liu F
- Liu Fang (* 1974), chinesische Musikerin
- Liu Feng († 220), General unter Liu Bei und dessen Adoptivsohn
- Liu Fuji (1885–1911), chinesischer Journalist und Revolutionär
- Liu Fuk Man (* 1952), hongkong-chinesischer Tischtennisspieler

### Liu G
- Liu Genzhu, Peter (* 1966), chinesischer Geistlicher, römisch-katholischer Bischof von Hongdong
- Liu Gong († 184 v. Chr.), Kaiser der Han-Dynastie (188 v. Chr.–184 v. Chr.)
- Liu Guandong, Peter (1919–2013), römisch-katholischer Bischof

### Liu H
- Liu Haixia (* 1980), chinesische Gewichtheberin
- Liu He († 59 v. Chr.), chinesischer Kaiser der westlichen Han-Dynastie
- Liu Henan (* 1976), chinesischer Eishockeyspieler
- Liu Hong († 180 v. Chr.), Kaiser der Han-Dynastie (184 v. Chr.–180 v. Chr.)
- Liu Hongyu (* 1975), chinesische Geherin
- Liu Hongyu (* 2004), chinesischer Snookerspieler
- Liu Huaqing (1916–2011), chinesischer Admiral und Politiker (Volksrepublik China)

### Liu J
- Liu Jia (* 1982), chinesisch-österreichische Tischtennisspielerin
- Liu Jing (37–67), Prinz der Han-Dynastie, Verschwörer
- Liu Jingshan, John Baptist (1913–2013), chinesischer Geistlicher, römisch-katholischer Bischof des Bistums Ningxia

### Liu L
- Liu Le Lann, Thomas (* 1994), französischer KünstlerThomas Liu Le Lann (* 1994)

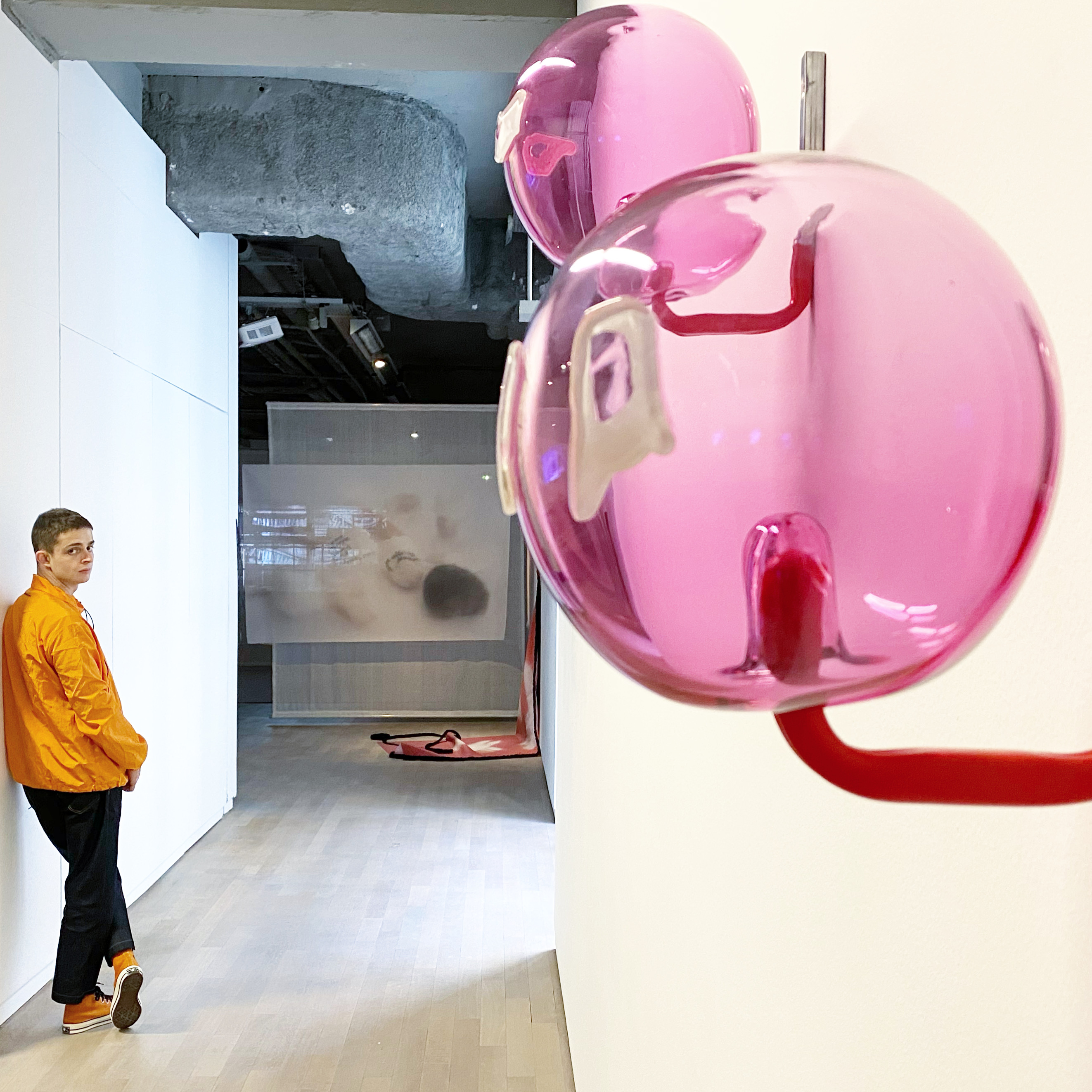
Thomas Liu Le Lann (* 1994)

- Liu Li (* 1971), chinesische Mittelstreckenläuferin

### Liu P
- Liu Penzi (* 11), Gegenkaiser der Han-Dynastie (25–27)
- Liu Ping (* 1964), chinesische Basisbürgerrechtlerin

### Liu Q
- Liu Qi (* 1942), chinesischer Politiker (Volksrepublik China)
- Liu Qi (* 2000), chinesischer Radrennfahrer
- Liu Qing (78–106), Prinz der Han-Dynastie

### Liu S
- Liu Shaolin, Sándor (* 1995), ungarischer Shorttracker
- Liu Shoubin (* 1968), chinesischer Gewichtheber
- Liu Song (* 1972), argentinischer Tischtennisspieler

### Liu T
- Liu Tan-kuei, James (* 1953), emeritierter Bischof
- Liu Tsz-Ling (* 1991), chinesische Squashspielerin (Hongkong)

### Liu W
- Liu Wang (* 1969), chinesischer Militärpilot und Raumfahrer
- Liu Wei (* 1969), chinesische Tischtennisspielerin
- Liu Weiping (* 1953), chinesischer Politiker in der Volksrepublik China
- Liu Wenhui (1895–1976), chinesischer Warlord

### Liu X
- Liu Xi (* 1995), chinesische Tischtennisspielerin
- Liu Xia (* 1979), chinesische Judoka
- Liu Xiaojiang (* 1949), chinesischer Admiral und Politiker
- Liu Xihong, chinesischer Gesandter in Deutschland
- Liu Xinhong, Joseph (* 1964), chinesischer Geistlicher, römisch-katholischer Bischof von Anqing

### Liu Y
- Liu Yaxin (* 1999), chinesische Schwimmerin
- Liu Yi († 125), chinesischer Kaiser der Han-Dynastie
- Liu Ying († 71), Prinz der Han-Dynastie und Förderer des Buddhismus
- Liu Yunshan (* 1947), chinesischer Spitzenpolitiker in der Volksrepublik China

### Liu Z
- Liu Zhang († 177 v. Chr.), Prinz der Han-Dynastie und Gegner der Lü-Familie
- Liu Zhang († 219), Gouverneur der Yi-Provinz unter der Han-Dynastie
- Liu Zhi, chinesischer Gelehrter des Islam

### Liu, A – Liu, Z

#### Liu, A
- Liu, Adrian (* 1983), kanadischer Badmintonspieler
- Liu, Aidan (* 2000), US-amerikanischer Fußballspieler
- Liu, Ailing (* 1967), chinesische Fußballspielerin
- Liu, Alysa (* 2005), US-amerikanische Eiskunstläuferin

#### Liu, B
- Liu, Baiyu (1916–2005), chinesischer Schriftsteller und Kulturpolitiker
- Liu, Bannong (1891–1934), chinesischer Linguist und Dichter, Übersetzer und Literaturkritiker
- Liu, Bei (161–223), Gründer des Staates Shǔ HànLiu Bei (161–223)

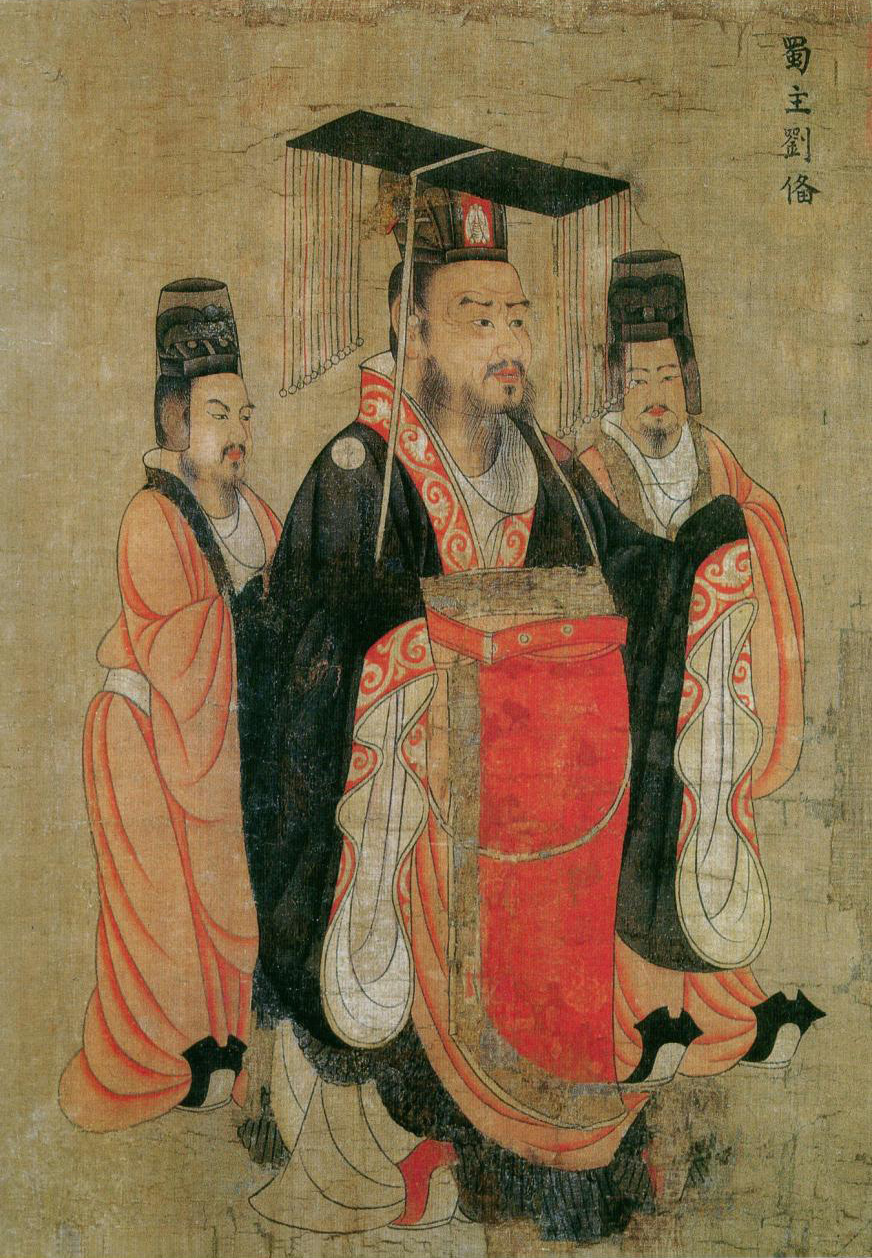
Liu Bei (161–223)

- Liu, Bernice Jan (* 1979), chinesische Schauspielerin und Sängerin
- Liu, Bian (176–190), Kaiser der Han-Dynastie
- Liu, Biao (142–208), Gouverneur der Jing-Provinz (heute Hubei)
- Liu, Biao (* 1988), chinesischer Straßenradrennfahrer
- Liu, Bichun (* 1975), chinesische Schwimmerin
- Liu, Bing (* 1989), chinesisch-US-amerikanischer Filmregisseur und Kameramann
- Liu, Binyan (1925–2005), chinesischer Journalist und Autor
- Liu, Birong (* 1957), taiwanischer Verhandlungsforscher
- Liu, Bocheng (1892–1986), kommunistischer Armeeführer während des chinesischen Bürgerkrieges
- Liu, Bojian (1895–1935), chinesischer Revolutionär
- Liu, Bolin (* 1973), chinesischer Fotograf, Bildhauer und Performancekünstler
- Liu, Boming (* 1966), chinesischer Taikonaut
- Liu, Bruce (* 1997), kanadischer KonzertpianistBruce Liu (* 1997)

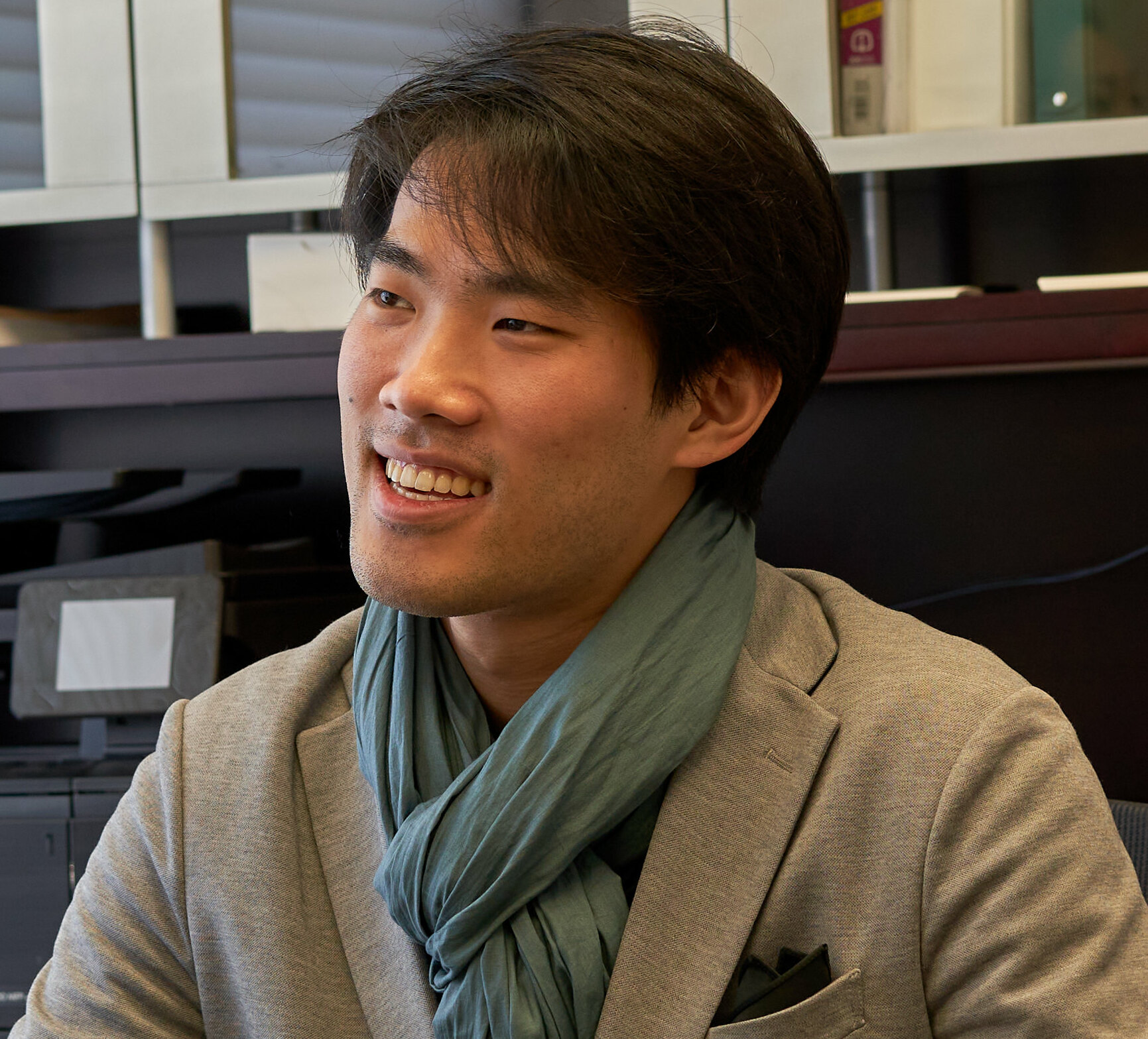
Bruce Liu (* 1997)

#### Liu, C
- Liu, Catherine (* 1964), US-amerikanische Film- und Medienwissenschaftlerin
- Liu, Chang (* 1990), chinesische Tennisspielerin
- Liu, Changcheng (* 1964), deutsch-chinesischer Volleyballspieler und -trainer
- Liu, Changchun (1909–1983), chinesischer Leichtathlet
- Liu, Chao-shiuan (* 1943), taiwanischer Politiker
- Liu, Cheng (* 1992), chinesischer Badmintonspieler
- Liu, Cheng-chieh (* 1994), taiwanischer Poolbillardspieler
- Liu, Cheng-tao (* 1937), taiwanischer Radrennfahrer
- Liu, Chengan (* 1972), chinesischer Dartspieler
- Liu, Chengzhao (1900–1976), chinesischer Herpetologe
- Liu, Chia-Chang (1943–2024), taiwanischer Songschreiber, Sänger, Drehbuchautor und Regisseur
- Liu, Chiu-Chu Melissa (* 1974), chinesische Mathematikerin
- Liu, Chunhua (* 1986), chinesische Speerwerferin
- Liu, Cixin (* 1963), chinesischer Science-Fiction-AutorLiu Cixin (* 1963)

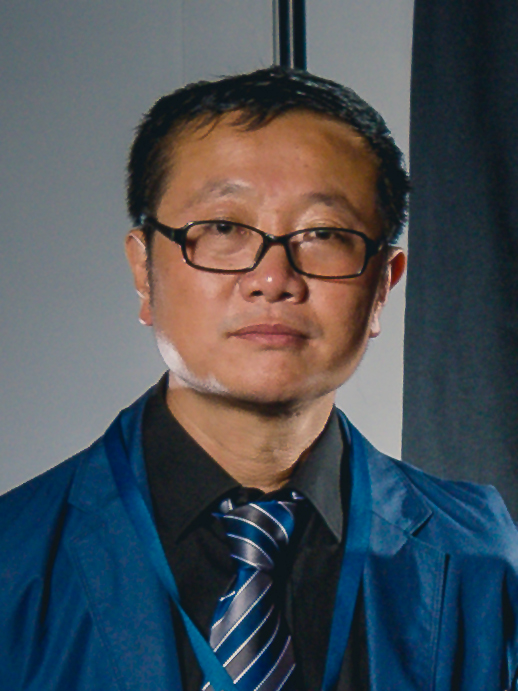
Liu Cixin (* 1963)

- Liu, Claire (* 2000), US-amerikanische Tennisspielerin
- Liu, Cong († 318), Herrscher der südlichen Xiongnu (310–318)

#### Liu, D
- Liu, Dageng, chinesischer Mitarbeiter der Welternährungsprogramms
- Liu, Dalin (1932–2022), chinesischer Sexualwissenschaftler
- Liu, Dallas (* 2001), US-amerikanischer Schauspieler
- Liu, David Ruchien (* 1973), US-amerikanischer Chemiker und Biologe
- Liu, Dehai (1937–2020), chinesischer Pipaspieler und Komponist
- Liu, Dezhu (* 2000), chinesischer Mittelstreckenläufer
- Liu, Dingshuo (* 1998), chinesischer Tischtennisspieler
- Liu, Dong (* 1973), chinesische Mittelstreckenläuferin

#### Liu, E
- Liu, En-hung (* 1966), taiwanischer Badmintonspieler

#### Liu, F
- Liu, Fan Frances (* 1984), singapurische Badmintonspielerin
- Liu, Fang (* 1962), chinesische Juristin und UN-Beamtin
- Liu, Fang (* 1990), chinesische Mittelstreckenläuferin
- Liu, Fangren (* 1936), chinesischer Politiker
- Liu, Fangyi (* 1983), chinesischer Eisschnellläufer
- Liu, Fangzhou (* 1995), chinesische Tennisspielerin
- Liu, Fei († 195 v. Chr.), Prinz der chinesischen Han-Dynastie
- Liu, Fei (* 1994), chinesische Tischtennisspielerin
- Liu, Feiliang (* 1985), chinesischer Stabhochspringer
- Liu, Feng (* 1937), chinesischer Politiker

#### Liu, G
- Liu, Gang (* 1961), chinesischer Wissenschaftler
- Liu, Gaoyang (* 1996), chinesische Tischtennisspielerin
- Liu, Giulan (* 1971), chinesische Biathletin
- Liu, Gordon (* 1955), chinesischer Martial-Arts-Schauspieler
- Liu, Guoliang (* 1976), chinesischer TischtennisspielerLiu Guoliang (* 1976)

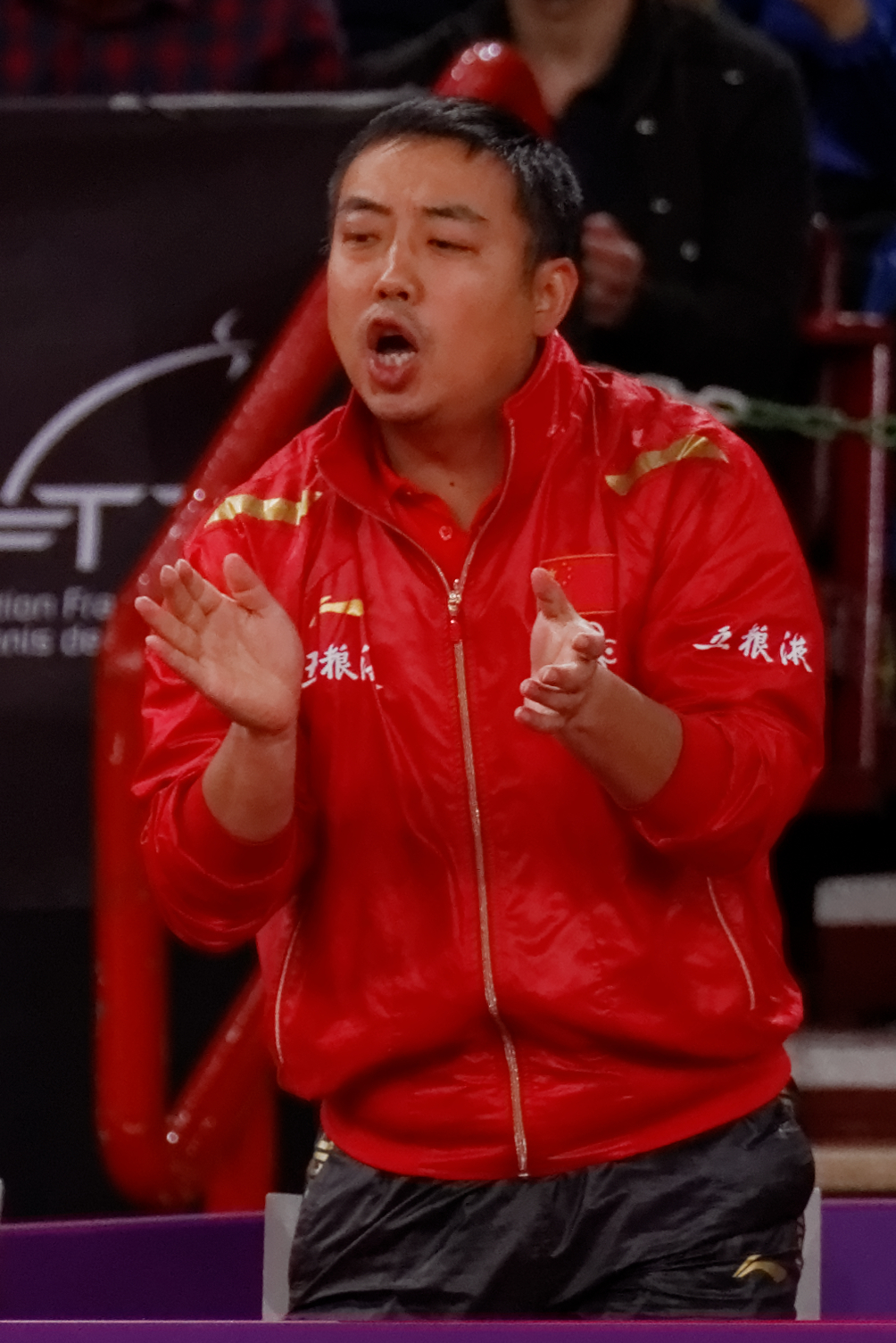
Liu Guoliang (* 1976)

- Liu, Guozheng (* 1980), chinesischer Tischtennisspieler und -trainer
- Liu, Guozhong (* 1962), chinesischer Politiker und der derzeitige Gouverneur von Shaanxi

#### Liu, H
- Liu, Haili (* 1984), chinesische Siebenkämpferin
- Liu, Haitao (* 1982), chinesischer Poolbillardspieler
- Liu, Haitao (* 1983), chinesischer Sprinter
- Liu, Han (1965–2015), chinesischer Unternehmer
- Liu, Hao (* 1968), chinesischer Filmregisseur
- Liu, Hao (* 1993), chinesischer Kanute
- Liu, He (* 1952), chinesischer Politiker (Volksrepublik China)
- Liu, Heung Shing (* 1951), chinesisch-US-amerikanischer Fotograf
- Liu, Holly, US-amerikanische Gründerin, Seed-Investorin und Keynote-Sprecherin
- Liu, Hong (* 1987), chinesische Geherin
- Liu, Hongliang (* 1997), chinesischer Langstreckenläufer
- Liu, Hongyang, chinesischer Diplomat, Botschafter der VR China in Osttimor
- Liu, Hsing-Yin (* 1987), taiwanische Tischtennisspielerin
- Liu, Hsiu-mei (* 1972), taiwanische Fußballspielerin
- Liu, Huan (* 1963), chinesischer Pop-Sänger
- Liu, Hui, chinesischer Mathematiker
- Liu, Hui (* 1959), chinesische Politikerin
- Liu, Huixia (* 1997), chinesische Wasserspringerin

#### Liu, J
- Liu, J. J. (* 1965), taiwanische Pokerspielerin
- Liu, Jasmine (* 2002), amerikanisch-samoanische Beachhandballspielerin
- Liu, Jenni (* 2000), deutsche Volleyballspielerin
- Liu, Jia, Ingenieurin und Hochschullehrerin
- Liu, Jiakun (* 1956), chinesischer Architekt und Autor
- Liu, Jiali (* 1994), chinesische Radsportlerin
- Liu, Jian (* 1969), chinesischer Künstler, Animator und Filmregisseur
- Liu, Jian (* 1983), chinesische Badmintonspielerin
- Liu, Jiang (25–58), Prinz der chinesischen Han-Dynastie
- Liu, Jianjun (* 1969), chinesischer Badmintonspieler
- Liu, Jiansheng (* 1972), chinesischer Fußballspieler
- Liu, Jiayi (* 1956), chinesischer Politiker
- Liu, Jiayin (* 1981), chinesische Filmemacherin
- Liu, Jiayu (* 1992), chinesische Snowboarderin
- Liu, Jinfeng (* 1977), chinesische Biathletin
- Liu, Jing (* 1977), chinesische Hürdenläuferin
- Liu, Jingsheng (* 1954), chinesischer Dissident, Journalist und Gewerkschafter
- Liu, Jingsong (* 1984), chinesischer Biathlet
- Liu, Jingyi (* 1994), chinesische Hochspringerin
- Liu, Jingyi (* 2000), chinesische Siebenkämpferin
- Liu, Jinli (* 1989), chinesische Curlerin
- Liu, Jiren (* 1955), chinesischer Unternehmer, CEO von Neusoft
- Liu, Jiyuan (* 1933), chinesischer Politiker (Volksrepublik China)
- Liu, Joanne (* 1965), kanadische Kinderärztin
- Liu, John (* 1944), taiwanischer Schauspieler und Kampfkünstler
- Liu, John Shi-gong (1928–2017), chinesischer Geistlicher, römisch-katholischer Bischof von Jining
- Liu, Jun (* 1968), chinesischer Badmintonspieler
- Liu, Junxi (* 2003), chinesischer Hürdenläufer

#### Liu, K
- Liu, Kai (* 1993), chinesischer Badmintonspieler
- Liu, Kate (* 1994), US-amerikanische Pianistin
- Liu, Kefeng (* 1965), chinesischer Mathematiker
- Liu, Ken (* 1976), amerikanischer Schriftsteller, Anwalt und ProgrammiererKen Liu (* 1976)

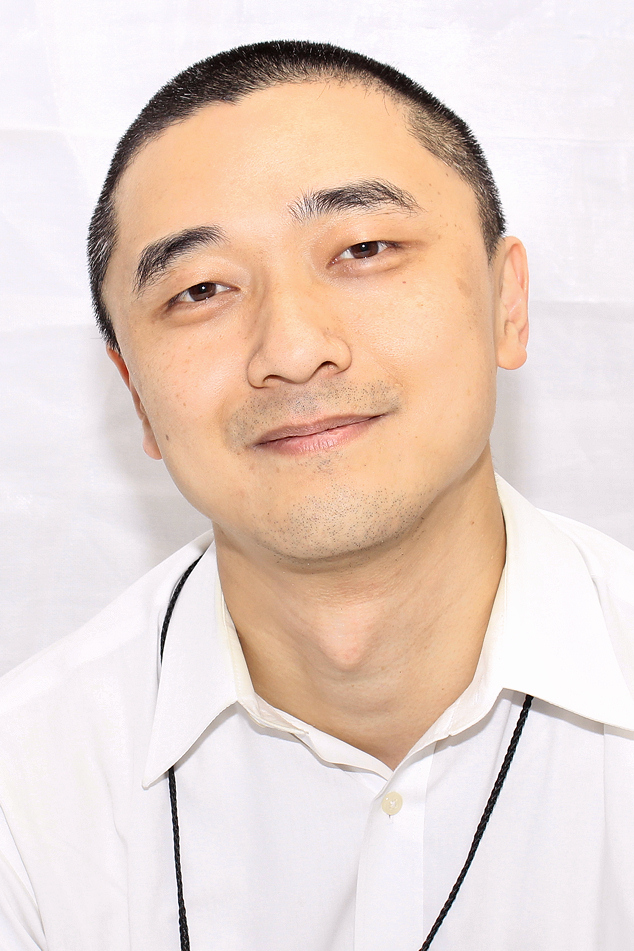
Ken Liu (* 1976)

- Liu, Kun (* 1956), chinesischer Politiker (Volksrepublik China)
- Liu, Kwok Man (* 1978), hongkong-chinesischer Fußballschiedsrichter
- Liu, Kwok Wa (* 1978), chinesischer Badmintonspieler (Hongkong)

#### Liu, L
- Liu, Laura Na (* 1979), chinesische Physikerin
- Liu, Li-lin (* 2002), taiwanische Sprinterin
- Liu, Limin (* 1976), chinesische Schwimmerin
- Liu, Liming (* 1989), chinesische Biathletin und Skilangläuferin
- Liu, Ling, chinesischer Dichter
- Liu, Ling (* 1960), chinesisch-amerikanische Informatikerin und Hochschullehrerin
- Liu, Lingling (* 1994), chinesische Trampolinturnerin
- Liu, Linrui (1917–1995), hui-chinesischer Arabist und Übersetzer
- Liu, Longtan (* 1988), chinesischer Eishockeyspieler
- Liu, Lu (* 1977), chinesische Badmintonspielerin
- Liu, Lucas Hsien-tang (* 1928), katholischer Geistlicher, Bischof
- Liu, Lucy (* 1968), US-amerikanische Schauspielerin, Synchronsprecherin und FilmregisseurinLucy Liu (* 1968)

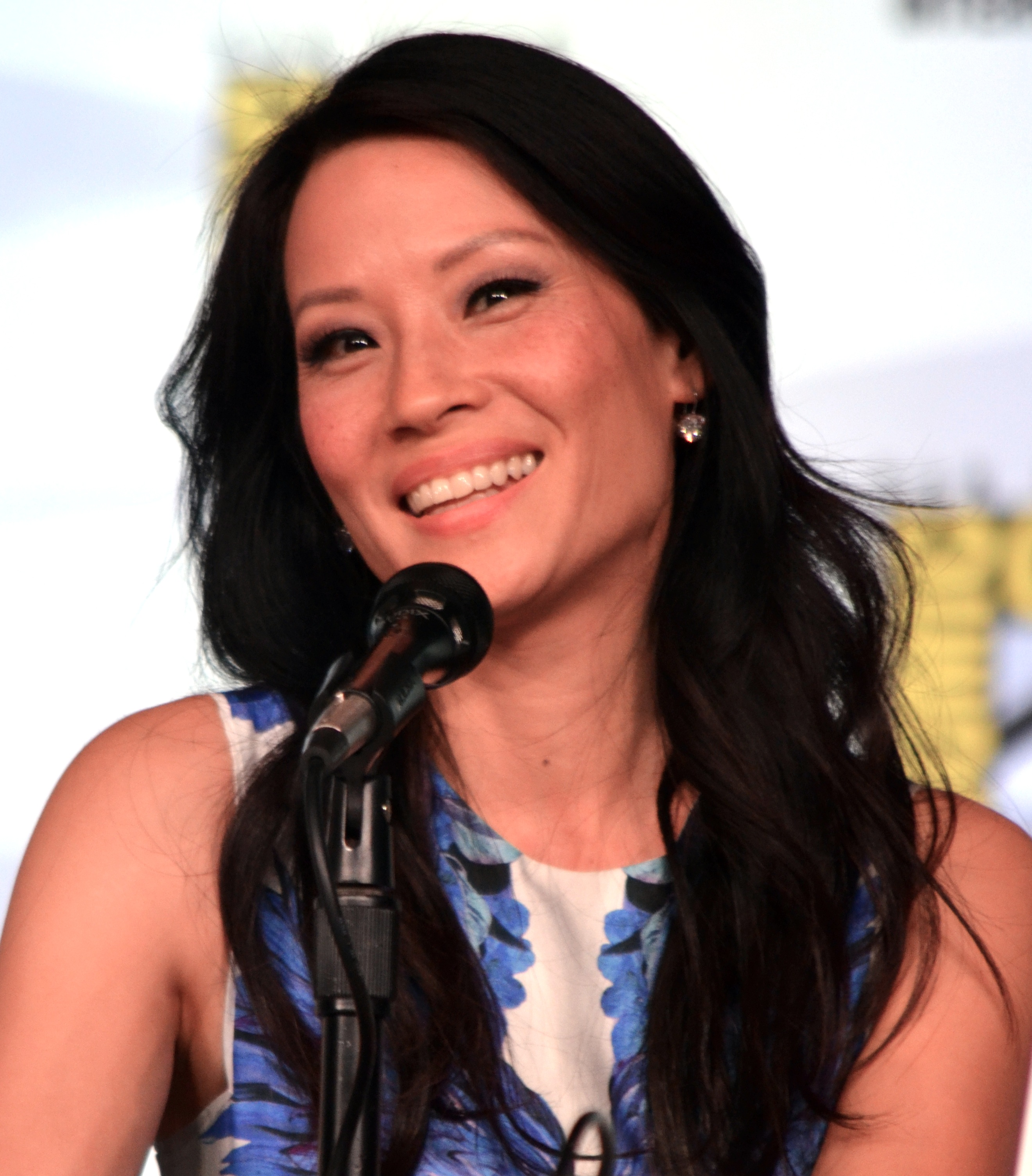
Lucy Liu (* 1968)

- Liu, Lydia H. (* 1957), chinesische Literaturwissenschaftlerin und Sinologin
- Liu, Lynette (* 2004), amerikanisch-samoanische Beachhandballspielerin

#### Liu, M
- Liu, Mau-Tsai (1914–2007), chinesischer Sinologe
- Liu, Min (* 1983), chinesische Langstrecken- und Marathonläuferin
- Liu, Ming-huang (* 1984), taiwanischer Bogenschütze
- Liu, Mingchuan (1836–1896), chinesischer Militär, Gouverneur von Taiwan
- Liu, Mingkang (* 1946), chinesischer Vorsitzender der Bankenregulierungsbehörde
- Liu, Mingzu (1936–2022), chinesischer Politiker
- Liu, Monika (* 1988), litauische Sängerin
- Liu, Mu (* 1974), chinesischer Schauspieler

#### Liu, N
- Liu, Na (* 1983), chinesisch-britische Tischtennisspielerin
- Liu, Nina (* 1977), australische SchauspielerinNina Liu (* 1977)

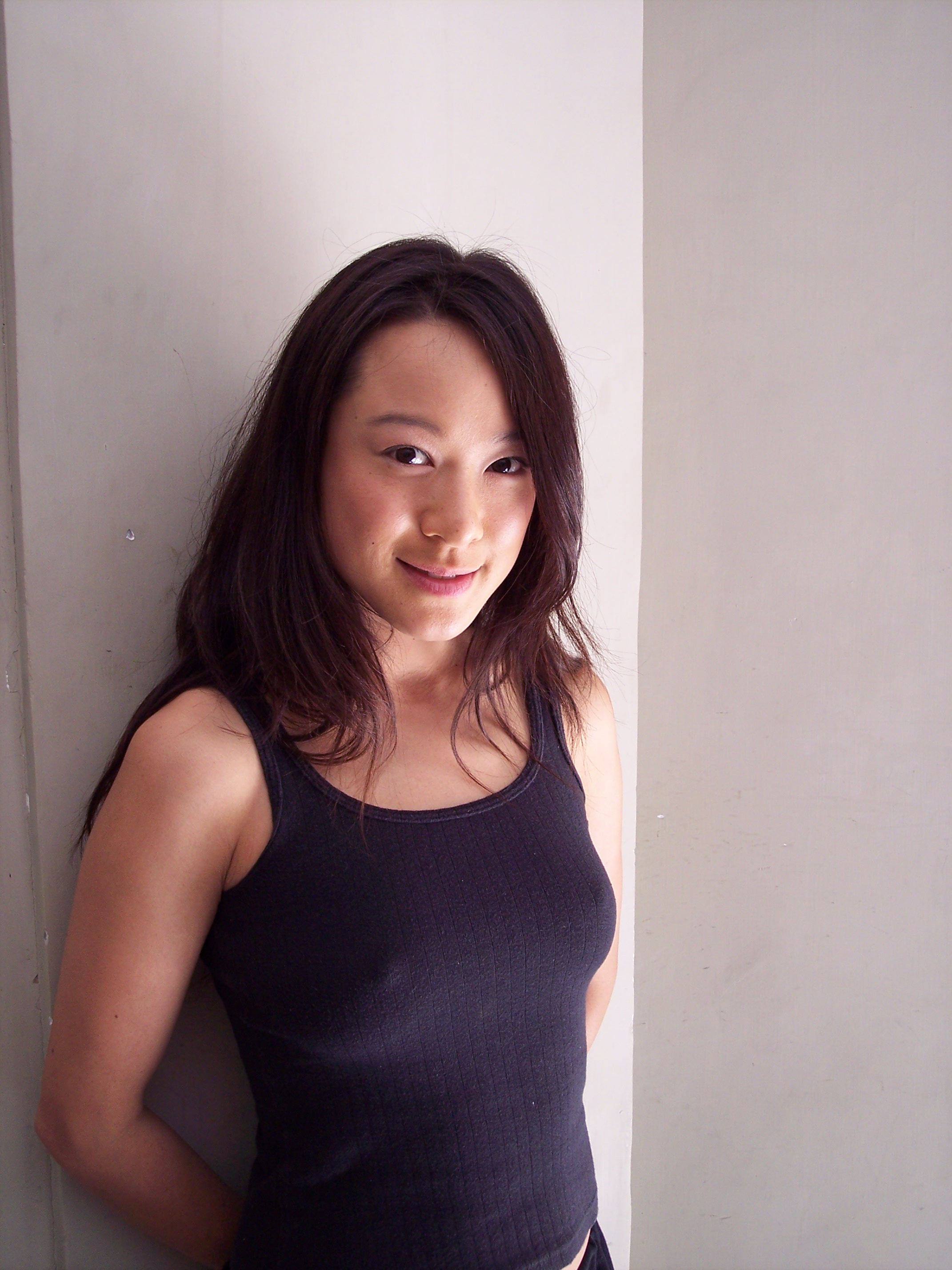
Nina Liu (* 1977)

- Liu, Ning (* 1962), chinesischer Politiker

#### Liu, O
- Liu, Ou (* 1986), chinesische Synchronschwimmerin

#### Liu, P
- Liu, Peixuan (* 1992), chinesischer Badmintonspieler

#### Liu, Q
- Liu, Qi (* 1996), chinesische Skispringerin
- Liu, Qiangdong, chinesischer Unternehmer
- Liu, Qibao (* 1953), chinesischer Politiker
- Liu, Qing (* 1986), chinesische Mittelstreckenläuferin
- Liu, Qing (* 1996), chinesischer Eishockeyspieler
- Liu, Qingyi (* 2005), chinesische Breakdancerin
- Liu, Qiuhong (* 1988), chinesische Shorttrackerin
- Liu, Qizhen (* 1995), chinesischer Speerwerfer

#### Liu, R
- Liu, Renjing (1902–1987), chinesischer Politiker
- Liu, Rui (* 1982), chinesischer Curler
- Liu, Rushi (1618–1664), chinesische Kurtisane, Dichterin und Politikerin

#### Liu, S
- Liu, Sam, US-amerikanischer Produzent, Regisseur, Storyboard-Künstler und Charakter-Designer
- Liu, Sarah (* 1981), deutsche Moderatorin und Fernseh-/ Theaterschauspielerin
- Liu, Shan (207–271), zweiter und letzter Kaiser von Shu Han
- Liu, Shanshan (* 1992), chinesische Fußballspielerin
- Liu, Shaoang (* 1998), ungarischer Shorttracker
- Liu, Shaoqi (1898–1969), Vorsitzender der Kommunistischen Partei Chinas (KPCh) und Präsident der Volksrepublik ChinaLiu Shaoqi (1898–1969)

Liu Shaoqi (1898–1969)

- Liu, Shaozhuo (* 1990), chinesische Tennisspielerin
- Liu, Shaoziyang (* 2003), chinesischer Fußballspieler
- Liu, Shasha, chinesische Poolbillardspielerin
- Liu, Sheng († 113 v. Chr.), Prinz der chinesischen Han-Dynastie
- Liu, Shengshu (* 2004), chinesische Badmintonspielerin
- Liu, Shifu (1884–1915), chinesischer Anarchist
- Liu, Shipei (1884–1919), chinesischer Gelehrter, konfuzianischer Historiker, Anarchist, Revolutionär, Philosoph und Publizist
- Liu, Shiwen (* 1991), chinesische Tischtennisspielerin
- Liu, Shiying (* 1993), chinesische Speerwerferin
- Liu, Sijia (* 1988), chinesische Curlerin
- Liu, Simu (* 1989), chinesisch-kanadischer SchauspielerSimu Liu (* 1989)

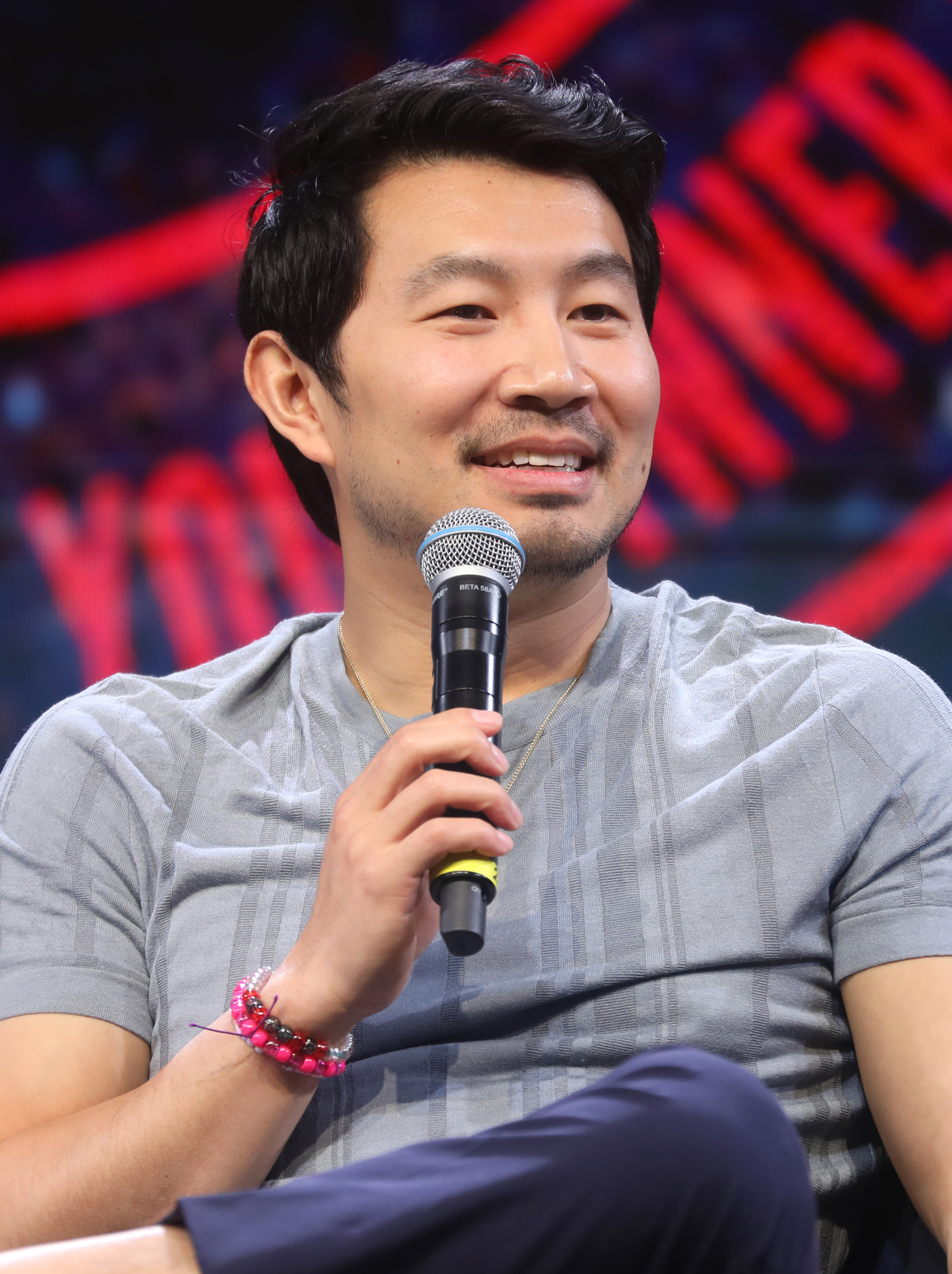
Simu Liu (* 1989)

- Liu, Siqi (* 1995), chinesische Tennisspielerin
- Liu, Siyu (* 1995), chinesischer Tennisspieler
- Liu, Song (* 1983), chinesischer Snookerspieler
- Liu, Sung-pan (1931–2016), taiwanischer Politiker
- Liu, Suola (* 1955), chinesische Komponistin, Autorin und Musikerin

#### Liu, T
- Liu, Ta-Chung (1914–1975), chinesischer Wirtschaftswissenschaftler
- Liu, Tai-Ping (* 1945), chinesischer Mathematiker
- Liu, Tianhua (1895–1932), chinesischer Musiklehrer und Musiker
- Liu, Tingting (* 1990), chinesische Hammerwerferin
- Liu, Tony (* 1952), Hongkonger Schauspieler und Kampfkünstler

#### Liu, W
- Liu, Wei (* 1987), chinesischer Boxer
- Liu, Wei (* 1991), chinesischer Eishockeyspieler
- Liu, Weijia (* 1974), chinesischer Schriftsteller
- Liu, Weishan (* 1999), chinesische Tischtennisspielerin
- Liu, Wen (* 1988), chinesisches ModelLiu Wen (* 1988)

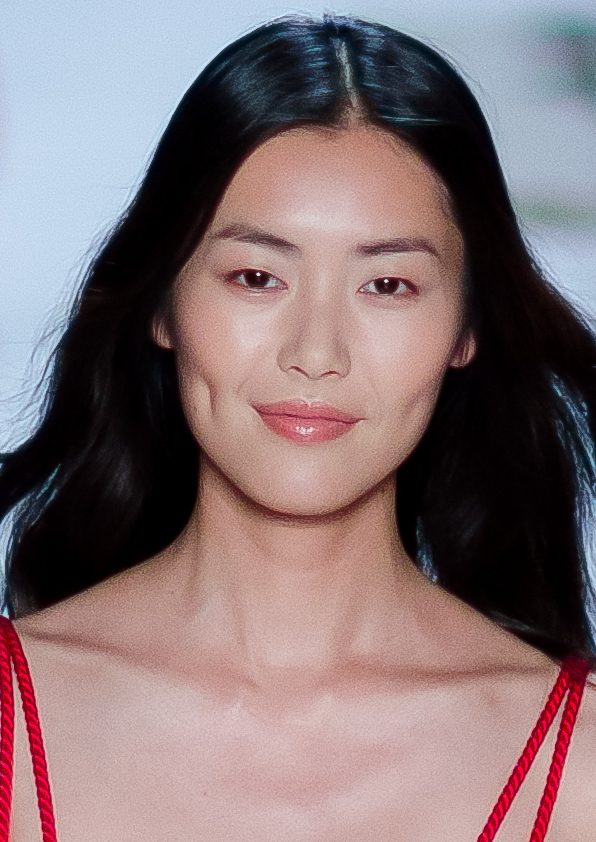
Liu Wen (* 1988)

- Liu, Wencai (1887–1949), chinesischer Großgrundbesitzer
- Liu, Wendian (1889–1958), chinesischer Sinologe und Philologe
- Liu, Wenwei (* 2003), chinesischer Snookerspieler
- Liu, Wenzhe (1940–2011), chinesischer Schachspieler und -trainer

#### Liu, X
- Liu, Xia (* 1955), chinesische Badmintonspielerin
- Liu, Xia (* 1961), chinesische Malerin, Dichterin und Fotografin
- Liu, Xianbin (* 1968), chinesischer Schriftsteller, Dissident
- Liu, Xiang († 179 v. Chr.), Prinz der Han-Dynastie und Gegner der Lü-Familie
- Liu, Xiang (77 v. Chr.–6 v. Chr.), Autor der Han-Dynastie
- Liu, Xiang (* 1983), chinesischer Hürdensprinter
- Liu, Xiang (* 1996), chinesische Schwimmerin
- Liu, Xiangrong (* 1988), chinesische Kugelstoßerin
- Liu, Xianwei (* 1987), chinesischer Shorttracker
- Liu, Xianying (* 1977), chinesische Biathletin
- Liu, Xiaobo (1955–2017), chinesischer Schriftsteller, Dissident und FriedensnobelpreisträgerLiu Xiaobo (1955–2017)

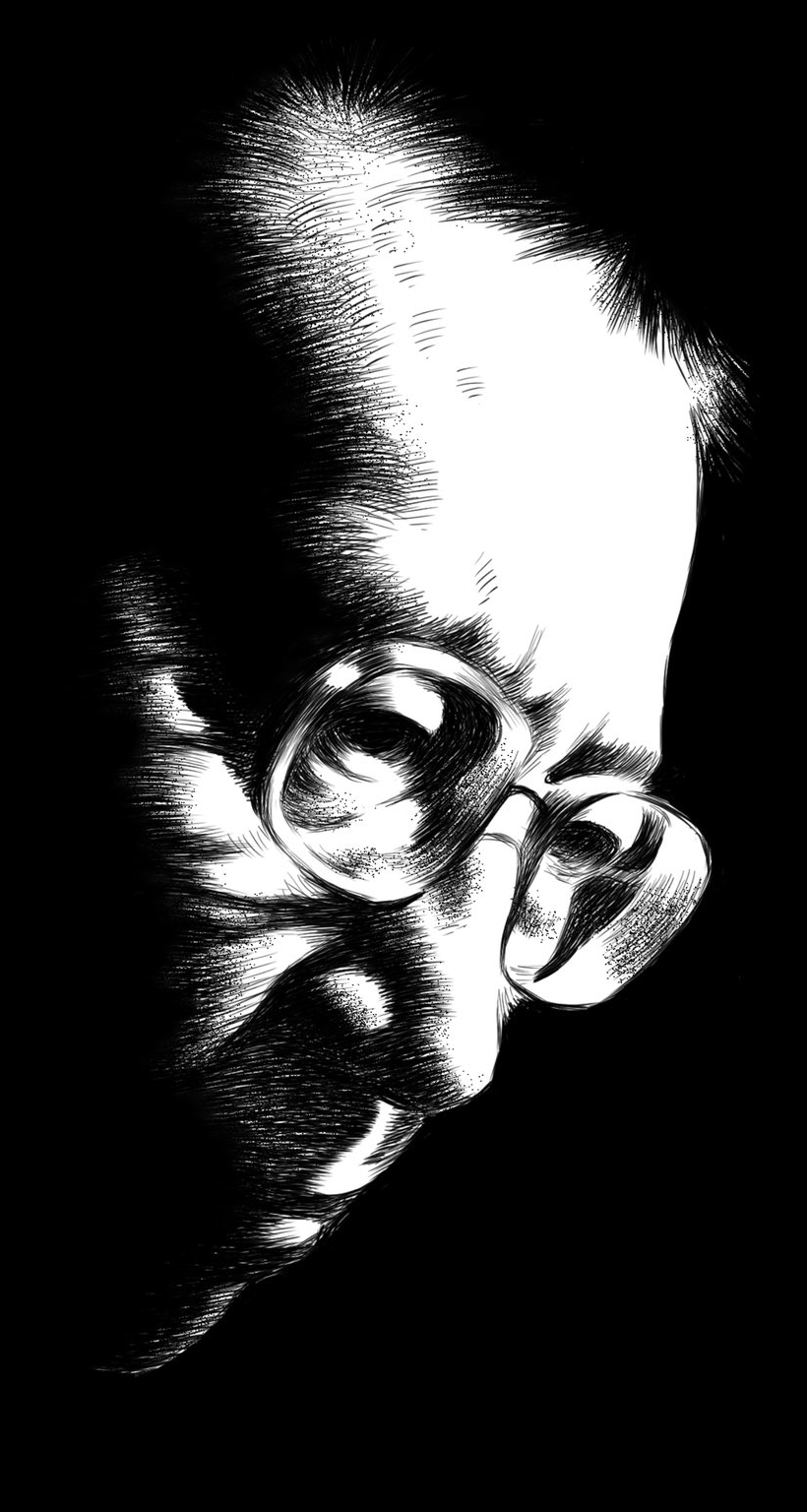
Liu Xiaobo (1955–2017)

- Liu, Xiaobo (* 1984), chinesischer Taekwondoin
- Liu, Xiaofeng (* 1956), chinesischer Philosoph
- Liu, Xiaolong (* 1988), chinesischer Badmintonspieler
- Liu, Xiaosheng (* 1988), chinesischer Sprinter
- Liu, Xiaotong (* 1990), chinesische Volleyballspielerin
- Liu, Xie († 522), chinesischer Autor der Liang-Dynastie
- Liu, Xin († 23), Astronom der Xin-Dynastie
- Liu, Xin (* 1975), chinesische Fernsehmoderatorin und Journalistin
- Liu, Xin (* 1990), chinesische Badmintonspielerin
- Liu, Xingju († 177 v. Chr.), Prinz der Han-Dynastie und Gegner der Lü-Familie
- Liu, Xingzhou (1933–2011), chinesischer Flugzeugingenieur, Vater der chinesischen Staustrahltriebwerke
- Liu, Xiuming (1957–2023), chinesisch-österreichische Künstlerin
- Liu, Xuan (* 1979), chinesische Kunstturnerin
- Liu, Xuan (* 1985), kanadische Pokerspielerin

#### Liu, Y
- Liu, Yan († 23), chinesischer General
- Liu, Yan († 194), Gouverneur und Kriegsherr der chinesischen Han-Dynastie
- Liu, Yanan (* 1980), chinesische Volleyballspielerin
- Liu, Yanan (* 1987), chinesische Dreispringerin
- Liu, Yandong (* 1945), chinesische Politikerin
- Liu, Yanfei (* 1967), chinesischer Eisschnellläufer
- Liu, Yang (* 1976), deutsche Designerin
- Liu, Yang (* 1978), chinesische Militärpilotin und Raumfahrerin
- Liu, Yang (* 1986), chinesischer Schriftsteller
- Liu, Yang (* 1986), chinesischer Kugelstoßer
- Liu, Yang (* 1994), chinesischer Kunstturner
- Liu, Yang (* 1995), chinesischer Fußballspieler
- Liu, Yanni (* 1999), chinesische Tennisspielerin
- Liu, Yao (157–198), chinesischer Offizier der Han-Dynastie
- Liu, Yazi (1887–1958), chinesischer Dichter
- Liu, Ye (171–234), Berater des chinesischen Warlords Cao Cao
- Liu, Ye (* 1978), chinesischer Schauspieler
- Liu, Yi (* 1988), singapurischer Badmintonspieler
- Liu, Yi (* 1992), chinesischer Tischtennisspieler
- Liu, Yifei (* 1987), chinesische SchauspielerinLiu Yifei (* 1987)

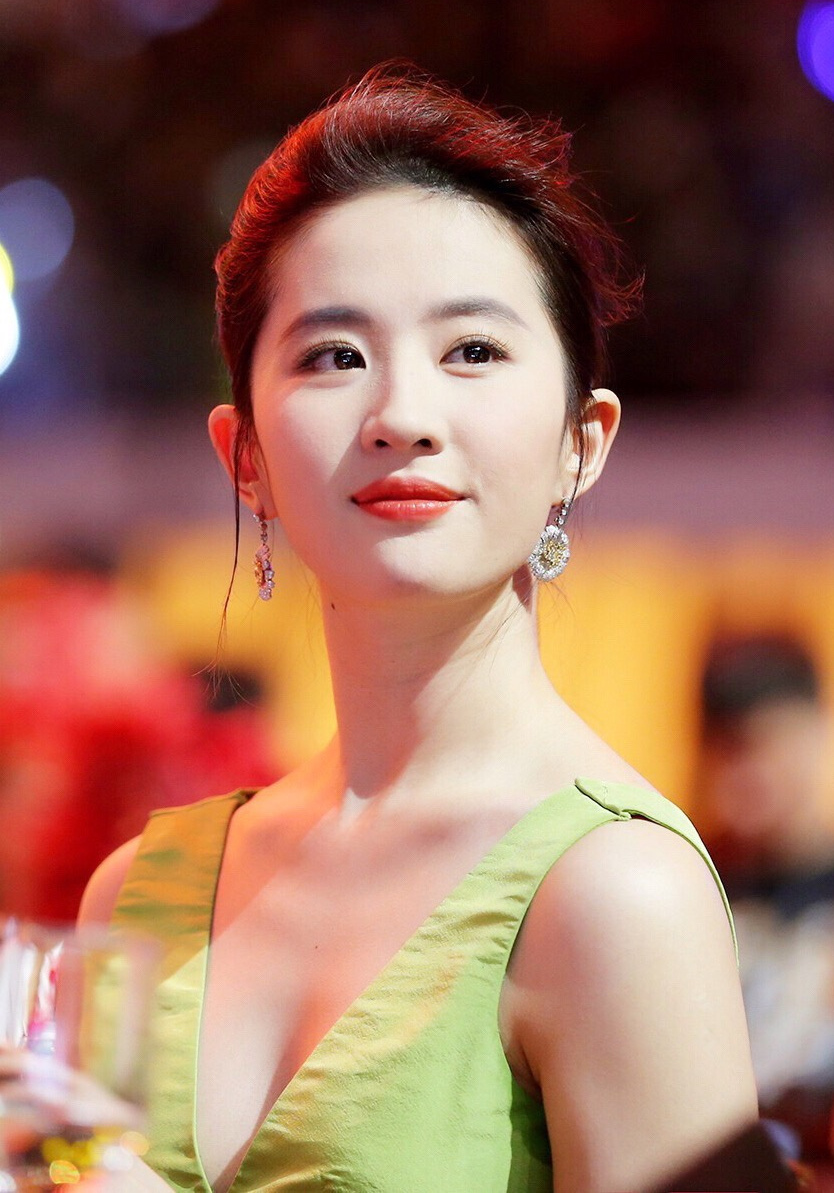
Liu Yifei (* 1987)

- Liu, Yifeng (* 1985), chinesischer Mathematiker
- Liu, Yilin (* 1985), chinesischer Straßenradrennfahrer
- Liu, Yin (* 1981), chinesische Curlerin
- Liu, Yina (* 1997), deutsche Volleyballspielerin
- Liu, Ying (* 1974), chinesische Fußballspielerin
- Liu, Ying (* 1975), chinesische Eiskunstläuferin
- Liu, Yinghui (* 1978), chinesische Hammerwerferin
- Liu, Yingkui (* 1982), chinesischer Eishockeyspieler
- Liu, Yinglan (* 2005), chinesische Sprinterin
- Liu, Yong (* 1975), chinesischer Badmintonspieler
- Liu, Yongfu (1837–1917), chinesischer Militärkommandant
- Liu, Yongshen (* 1996), chinesischer Eishockeyspieler
- Liu, Yongxing (* 1948), chinesischer Unternehmer
- Liu, Yuan († 310), Herrscher der südlichen Xiongnu (304–310)
- Liu, Yuan (* 1985), österreichische Tischtennisspielerin
- Liu, Yuan-kai (* 1981), taiwanischer Sprinter
- Liu, Yuanjun (* 1982), chinesischer Dartspieler
- Liu, Yuanyuan (* 1982), chinesische Biathletin
- Liu, Yuchen (* 1995), chinesischer Badmintonspieler
- Liu, Yuhong (1973–2006), malaysische Badmintonspielerin chinesischer Herkunft
- Liu, Yukun (* 1997), chinesischer Sportschütze
- Liu, Yun (* 1982), chinesische Handballspielerin
- Liu, Yunfeng (* 1979), chinesischer Leichtathlet
- Liu, Yung-Chien (* 1989), taiwanischer Biathlet
- Liu, Yuxi (772–842), chinesischer Essayist, Philosoph und Dichter
- Liu, Yuxiang (* 1975), chinesische Judoka

#### Liu, Z
- Liu, Zhenwu (* 1945), chinesischer Offizier, General (shang jiang) der Volksbefreiungsarmee
- Liu, Zhenya (* 1952), chinesischer Manager
- Liu, Zhenyun (* 1958), chinesischer Schriftsteller
- Liu, Zhidan (1903–1936), chinesischer KP-Funktionär
- Liu, Zhiji (661–721), chinesischer Historiker der Tang-Dynastie
- Liu, Zhiwei (* 1988), chinesischer Eishockeytorwart
- Liu, Zhiyu (* 1993), chinesischer Ruderer
- Liu, Zhong (* 1975), chinesische Badmintonspielerin
- Liu, Zhongli (* 1934), chinesischer Politiker
- Liu, Zhongqing (* 1985), chinesischer Freestyle-Skisportler
- Liu, Zhuang (1932–2011), chinesische Komponistin
- Liu, Zige (* 1989), chinesische Schwimmerin
- Liu, Zongyuan (773–819), politischer Berater des Kaisers Sui Wendi

### Liub
- Liubartas, litauisch-ruthenischer Fürst von Wolhynien
- Liubertas, Petras, litauischer Jurist und Polizist
- Liubinskas, Algimantas (* 1951), litauischer Fußballspieler und -trainer

### Liud
- Liudger († 1011), Graf aus dem Geschlecht der Billunger
- Liudger († 809), Heiliger und Missionar, Gründer des Klosters Werden, Werdener Klosterleiter und erster Bischof von Münster
- Liudhard, fränkischer Bischof
- Liudisclau († 840), Führer der südslawischen Narentaner
- Liudolf, Graf in SachsenLiudolf

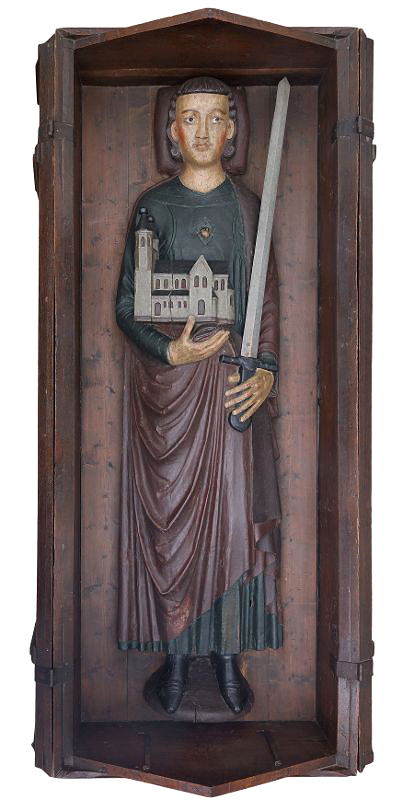
Liudolf

- Liudolf († 1031), Vogt von Brauweiler, Herr von Zuphten
- Liudolf († 1038), Graf im Derlingau und Markgraf in Friesland
- Liudolf († 957), Herzog von Schwaben

### Liuk
- Liukin, Nastia (* 1989), russisch-US-amerikanische Kunstturnerin
- Liukkonen, Ari-Pekka (* 1989), finnischer Freistilschwimmer
- Liukkonen, Miki (1989–2023), finnischer Schriftsteller, Musiker und Fernsehmoderator

### Liul
- Liulevicius, Vejas Gabriel (* 1966), US-amerikanischer Neuzeithistoriker

### Liup
- Liupold, Graf von Werl
- Liupram († 859), Bischof von Salzburg

### Lius
- Lius, Joni (* 1971), finnischer Eishockeyspieler

### Liut
- Liut, Mike (* 1956), kanadischer Eishockeytorhüter
- Liutberga, Herzogin von Bayern
- Liutbert († 889), Erzbischof von Mainz
- Liutbert († 871), Erzbischof von Köln und später Bischof von Münster
- Liutbirg, Klausnerin
- Liutfrid, Herzog im Elsass
- Liutfried II. von Winterthur, Graf von Winterthur-Bregenz
- Liutgard, Gräfin von Zähringen, Klostergründerin
- Liutgard († 800), fünfte und letzte Gemahlin Kaiser Karls des Großen
- Liutgard von Sachsen († 885), Gemahlin des ostfränkischen Königs Ludwig III. dem JüngerenLiutgard von Sachsen († 885)

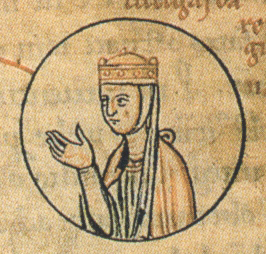
Liutgard von Sachsen († 885)

- Liutgard von Vermandois, französische Adlige
- Liutgard von Zähringen, Gräfin von Zähringen, Gräfin von Calw, Pfalzgräfin bei Rhein
- Liutgart, Stammmutter des Hauses Württemberg
- Liutgart, Äbtissin des Stifts Elten
- Liuthard († 934), Abt des Klosters Reichenau (926–934)
- Liuthart, Bibliothekar des Klosters St. Gallen
- Liutikas, Darius (* 1977), litauischer Beamter und Politiker, Vizeminister
- Liutikas, Vytautas (1930–1997), litauischer Politiker
- Liutkevičius, Stanislovas (* 1959), litauischer Jurist und Justizpolitiker
- Liutkus, Bronislovas (* 1960), litauischer Politiker, Bürgermeister
- Liutold, Mönch des Benediktinerklosters Mondsee
- Liutold († 996), Bischof von Augsburg (988–996)
- Liutold von Achalm († 1098), Graf von Achalm und Mönch
- Liutold von Admont († 1171), Abt des Klosters Admont (1165–1171), Klosterreformer
- Liutold von Eppenstein († 1090), Herzog von Kärnten und Markgraf von Verona
- Liutpert († 703), König der Langobarden
- Liutprand († 744), König der Langobarden
- Liutprand, Herzog von Benevent
- Liutprand von Cremona (* 920), italienischer Historiker, Diplomat und Bischof von Cremona
- Liutrit, Bischof von Würzburg
- Liutswind, Mutter Kaiser Arnulfs
- Liutvinskas, Mindaugas (* 1992), litauischer Politiker
- Liutward von Vercelli, Bischof von Vercelli und politischer Berater des Frankenkönigs und Kaisers Karl III
- Liutwin († 717), Klostergründer in Mettlach und Bischof in Trier, Reims und Laon

### Liuv
- Liuva I., König der Westgoten
- Liuva II. († 603), König der Westgoten

### Liuz
- Liuzzi, Bruno (* 2000), argentinisch-chilenischer Fußballspieler
- Liuzzi, Giorgio (1895–1983), italienischer General
- Liuzzi, Vitantonio (* 1981), italienischer AutomobilrennfahrerVitantonio Liuzzi (* 1981)

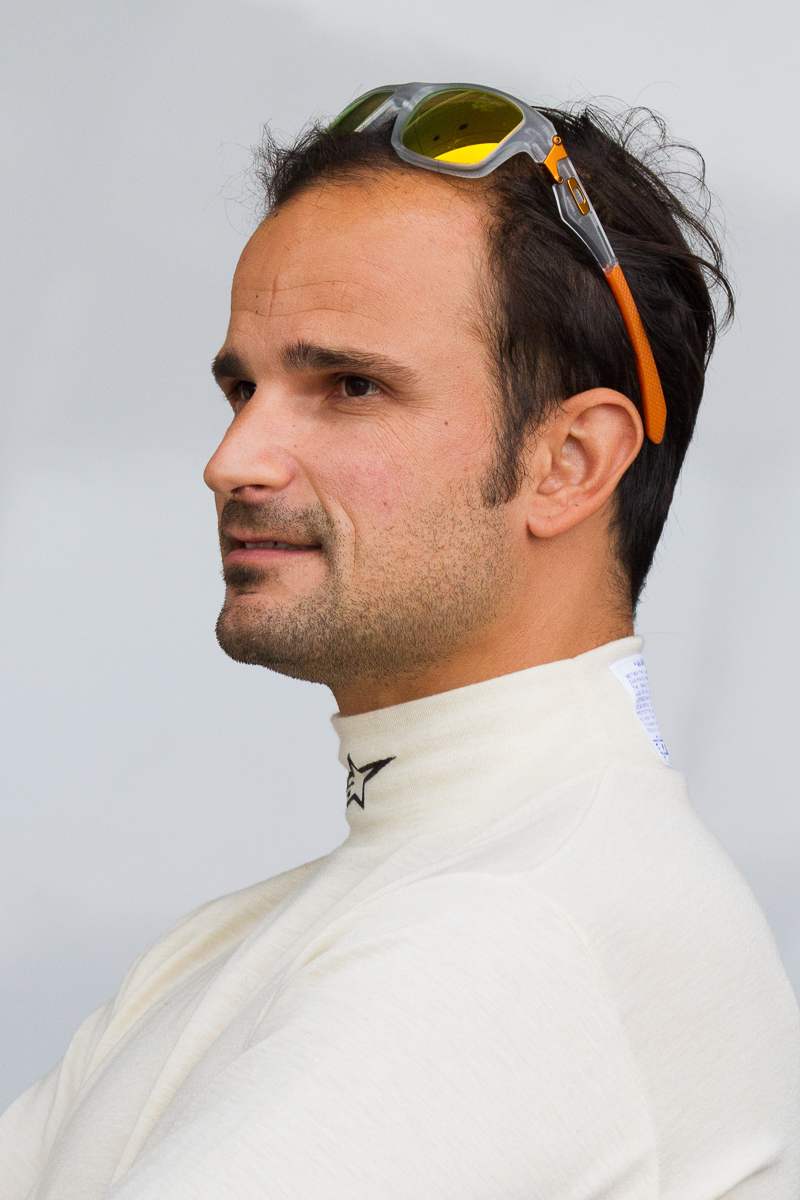
Vitantonio Liuzzi (* 1981)

- Liuzzo, Viola Gregg (1925–1965), US-amerikanische Bürgerrechtlerin